# Eleuterio Rivera
Eleuterio Rivera – portorykański bokser, brązowy medalista Igrzysk Ameryki Środkowej i Karaibów z roku 1938.